# Джон Огден
Джон Огден (John Ogden; 1609, Ланкашир, Англія — 1682) — один з лідерів колоністів Нового Світу

## Життєпис
У 1641 році емігрував до Нового Світу.
Джон Огден досвідчений каменяр прибув в Rippowam (нині Стемфорд, штат Коннектикут) щоб будувати греблю, млин та інші споруди для спільноти. Також Джон Огден був успішним бізнесменом, він створив перше комерційне китобійне підприємство в Америці, розвивав ділові зв'язки, створив кілька великих на той час підприємств. Він був одним з перших правовласників купівлі земель англійського поселення в колонії Нью-Джерсі під назвою Elizabethtown Purchase.
Протягом наступних дев'ятнадцяти років, аж до своєї смерті в 1682 році, він очолював громаду у важкі роки конфлікту між поселенцями які купили свої землі безпосередньо у самих індіанців та між англійськими власниками, які намагалися привласнити собі майно поселенців і їх уряд. З погляду на те він ризикував майже всім що мав, навіть не маючи вже ніякого юридичного статусу він не приєднався до чужої влади.
На Огдена спільнота покладала функції мирового судді, спочатку на рівні міста, а потім на рівні колонії East New Jerse (Іст Нью-Джерсі). Разом з тим Джон Огден був представником громади у справах з індіанцями, серед яких він мав велику довіру.